# Skoki narciarskie na Mistrzostwach Świata w Narciarstwie Klasycznym 1939

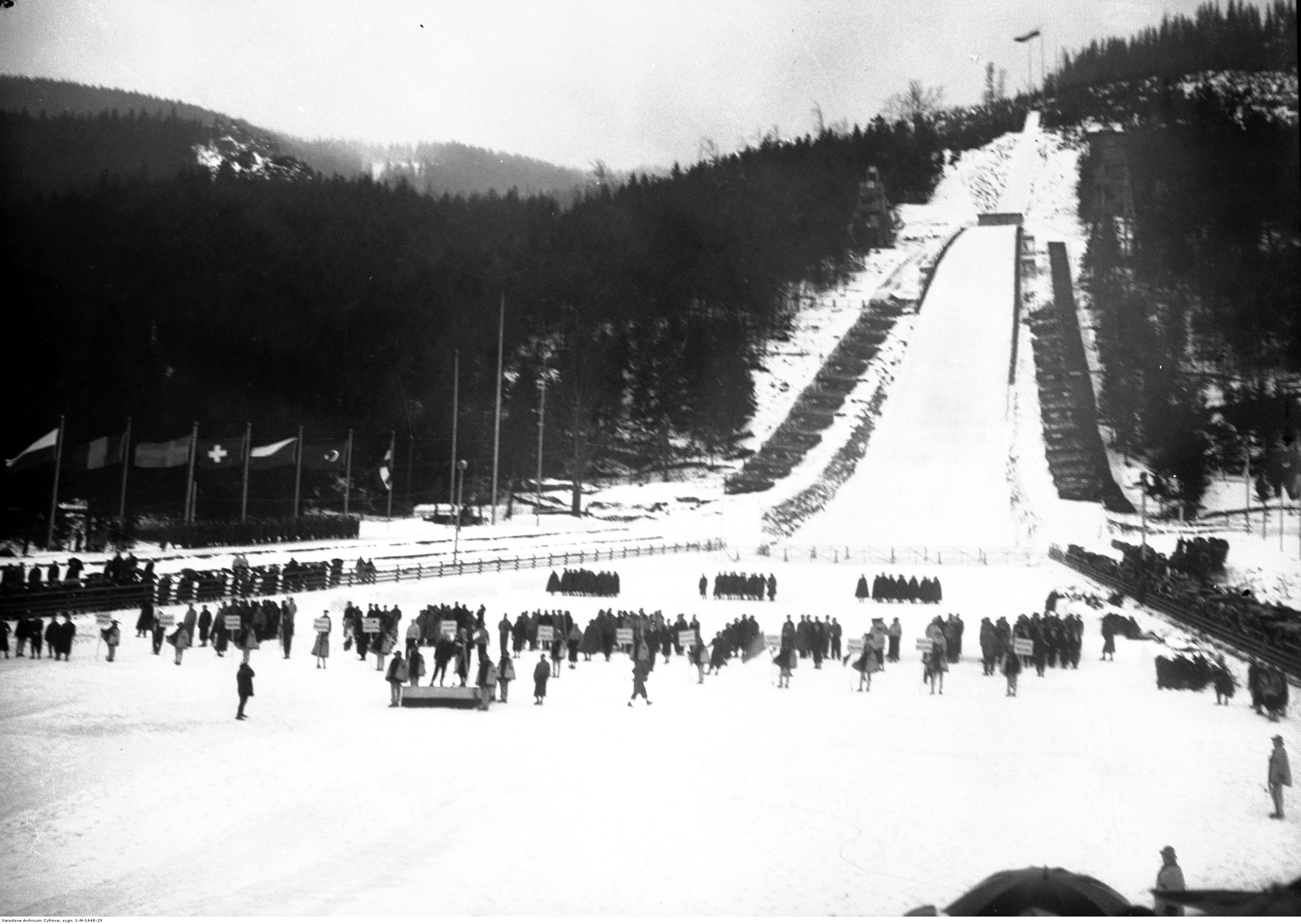
Otwarcie Mistrzostw 1939 u stóp Wielkiej Krokwi

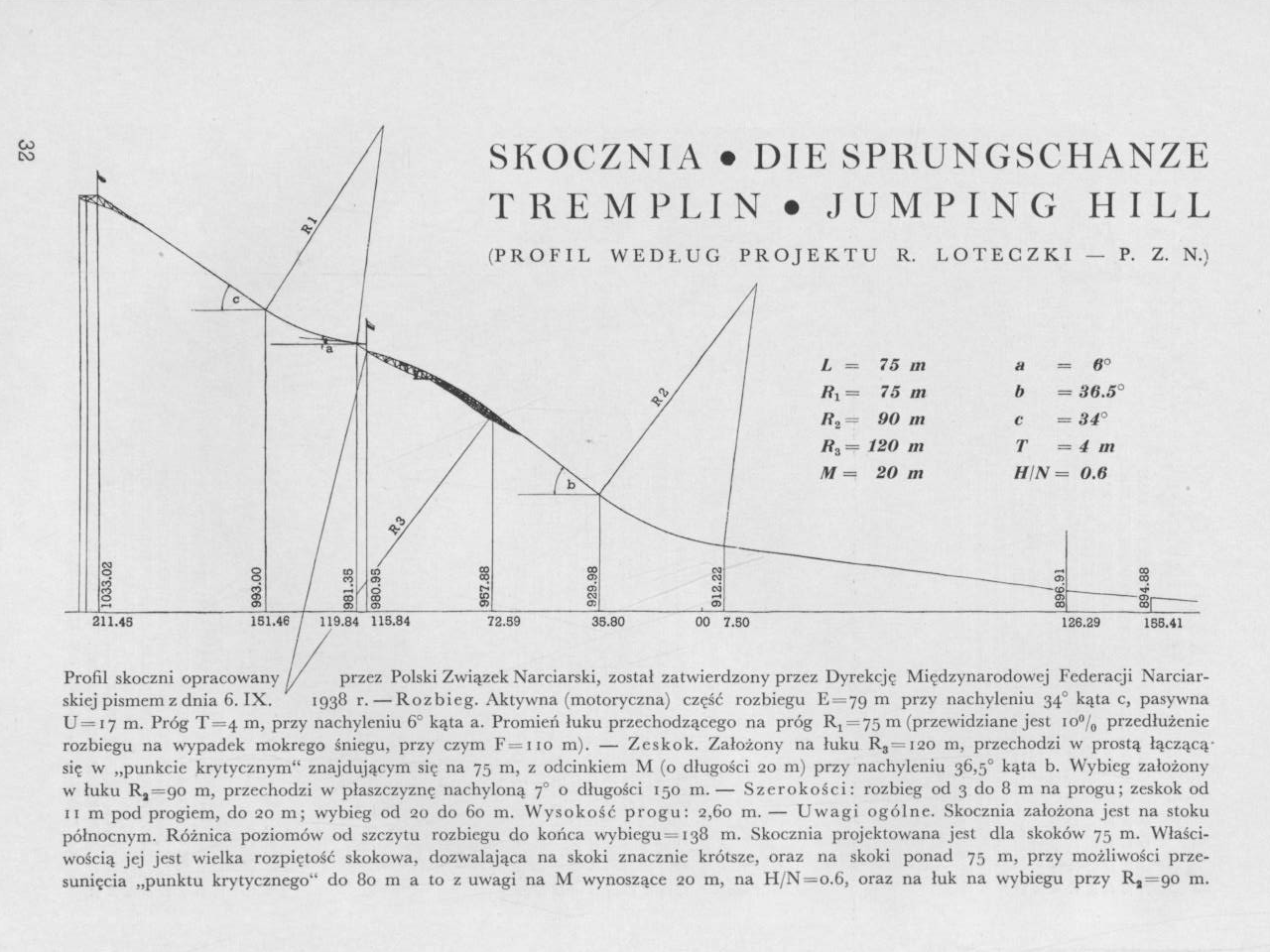
Profil skoczni podczas Mistrzostw 1939

Konkurs skoków narciarskich podczas 16. Mistrzostw Świata w Narciarstwie Klasycznym odbył się 19 lutego 1939 na Wielkiej Krokwi w Zakopanem (Polska). Złoty medal wywalczył Austriak Josef Bradl, reprezentujący Rzeszę Niemiecką.
Jednocześnie z zawodami o mistrzostwo świata w skokach narciarskich, odbył się konkurs o mistrzostwo Polski 1939.
Do udziału zgłoszono 68 zawodników, wystartowało 46 z nich, a ukończyło 30.

## Wyniki

### Skocznia duża indywidualnie
Niedziela, 19 lutego 1939 – Wielka Krokiew (skocznia duża K-75)
| Medal | Zawodnik                | Narodowość | Wynik  |
| ----- | ----------------------- | ---------- | ------ |
|       | Josef Bradl             | III Rzesza | 224,7  |
|       | Birger Ruud             | Norwegia   | 224,2  |
|       | Arnholdt Kongsgård      | Norwegia   | 223,1  |
| 4     | Sven Selånger           | Szwecja    | 222,2  |
| 5     | Stanisław Marusarz      | Polska     | 219,5  |
| 6     | Hilmar Myhra            | Norwegia   | 218,6  |
| 7     | Hans Lahr               | III Rzesza | 215,4  |
| 8     | Paul Kraus              | III Rzesza | 214,3  |
| 9     | Asbjørn Ruud            | Norwegia   | 214,2  |
| 10    | Paul Häckel             | III Rzesza | 213,7  |
| 11    | Jan Kula                | Polska     | 213,4  |
| 12    | Lauri Valonen           | Finlandia  | 210,3  |
| 13    | Hans Marr               | III Rzesza | 205,9  |
| 14    | Willy Paterlini         | Szwajcaria | 202,5  |
| 15    | Andrzej Marusarz        | Polska     | 200,7  |
| 16    | Günther Meergans        | III Rzesza | 193,70 |
| 17    | Andrzej Czarniak        | Polska     | 191,4  |
| 18    | Franciszek Gut-Szczerba | Polska     | 189,9  |
| 19    | Władysław Rój           | Polska     | 184,2  |
| 20    | Stanisław Sowiński      | Polska     | 184,1  |
| 21    | Stanisław Kula          | Polska     | 181,6  |
| 22    | Piotr Kolesar           | Polska     | 176,2  |
| 23    | Leon Daniel Krzeptowski | Polska     | 174,4  |
| 24    | Franc Palme             | Jugosławia | 171,4  |
| 25    | Mieczysław Kozdruń      | Polska     | 167,9  |
| 26    | Emil Kvanlid            | Norwegia   | 145,8  |
| 27    | Eric Soguel             | Szwajcaria | 133,60 |
| 28    | Karl Molitor            | Szwajcaria | 122,7  |
| 29    | James Couttet           | Francja    | 122,3  |
| 30    | Adam Becker-Giewont     | Polska     | 113,5  |